# マリカ・キリウス
マリカ・キリウス（Marika Kilius、1943年3月24日 - ）は、旧西ドイツ出身の女性フィギュアスケート選手。1960年スコーバレーオリンピック、1964年インスブルックオリンピックペア銀メダリスト。1963年、1964年世界フィギュアスケート選手権ペアチャンピオン。パートナーはハンス＝ユルゲン・ボイムラーとフランツ・ニンゲル。

## 経歴
- 幼少のころからスケートを始め、フランツ・ニンゲルとペアを組む。
- 1957-58年シーズンよりハンス＝ユルゲン・ボイムラーとペアを組む
- 1959年より1964年までヨーロッパフィギュアスケート選手権6連覇。
- 1960年スコーバレーオリンピックにおいて銀メダルを獲得。
- 1963、1964年世界フィギュアスケート選手権優勝。
- 1964年インスブルックオリンピックにおいて2大会連続の銀メダルを獲得。

## 主な戦績
| 大会/年        | 53-54 | 54-55 | 55-56 | 56-57 | 57-58 | 58-59 | 59-60 | 60-61 | 61-62 | 62-63 | 63-64 |
| -------------- | ----- | ----- | ----- | ----- | ----- | ----- | ----- | ----- | ----- | ----- | ----- |
| オリンピック   |       |       | 4     |       |       |       | 2     |       |       |       | 2     |
| 世界選手権     |       | 7     | 3     | 2     | 6     | 2     | 3     |       |       | 1     | 1     |
| 欧州選手権     |       | 3     | 3     | 3     | 5     | 1     | 1     | 1     | 1     | 1     | 1     |
| 西ドイツ選手権 | 2     | 1     | 1     | 1     | 1     | 1     | 2     | 2     | 2     | 1     | 1     |

56-57までフランツ・ニンゲルとのペア。
57-58からハンス＝ユルゲン・ボイムラーとのペア。